# Stéphane Fiset
Stéphane Fiset, född 17 juni 1970, är en kanadensisk före detta professionell ishockeymålvakt som tillbringade 13 säsonger i den nordamerikanska ishockeyligan National Hockey League (NHL), där han spelade för ishockeyorganisationerna Quebec Nordiques, Colorado Avalanche, Los Angeles Kings och Montreal Canadiens. Han släppte in i genomsnitt 3,07 mål per match och hade en räddningsprocent på .899 samt 16 SO (inte släppt in ett mål under en match) på 390 grundspelsmatcher.
Han draftades i andra rundan i 1988 års draft av Quebec Nordiques som 24:e spelare totalt.
Fiset jobbar som spelaragent för Don Meehan:s Newport Sports Management, Inc.:s regionala verksamhet för provinsen Québec.